# آلیسیلیوپ پینتو سیلوا جونیور
آلیسیلیوپ پینتو سیلوا جونیور (به پرتغالی: Alicilio Pinto Silva Junior) مدافع اهل برزیل است که در شهر برزیل و در تاریخ ۱۵ مهٔ ۱۹۷۷ به دنیا آمده‌است.
آلیسیلیوپ پینتو سیلوا جونیور در تیم‌های فوتبال Kyoto Purple Sanga سابقهٔ حضور دارد.